# Turboglifos

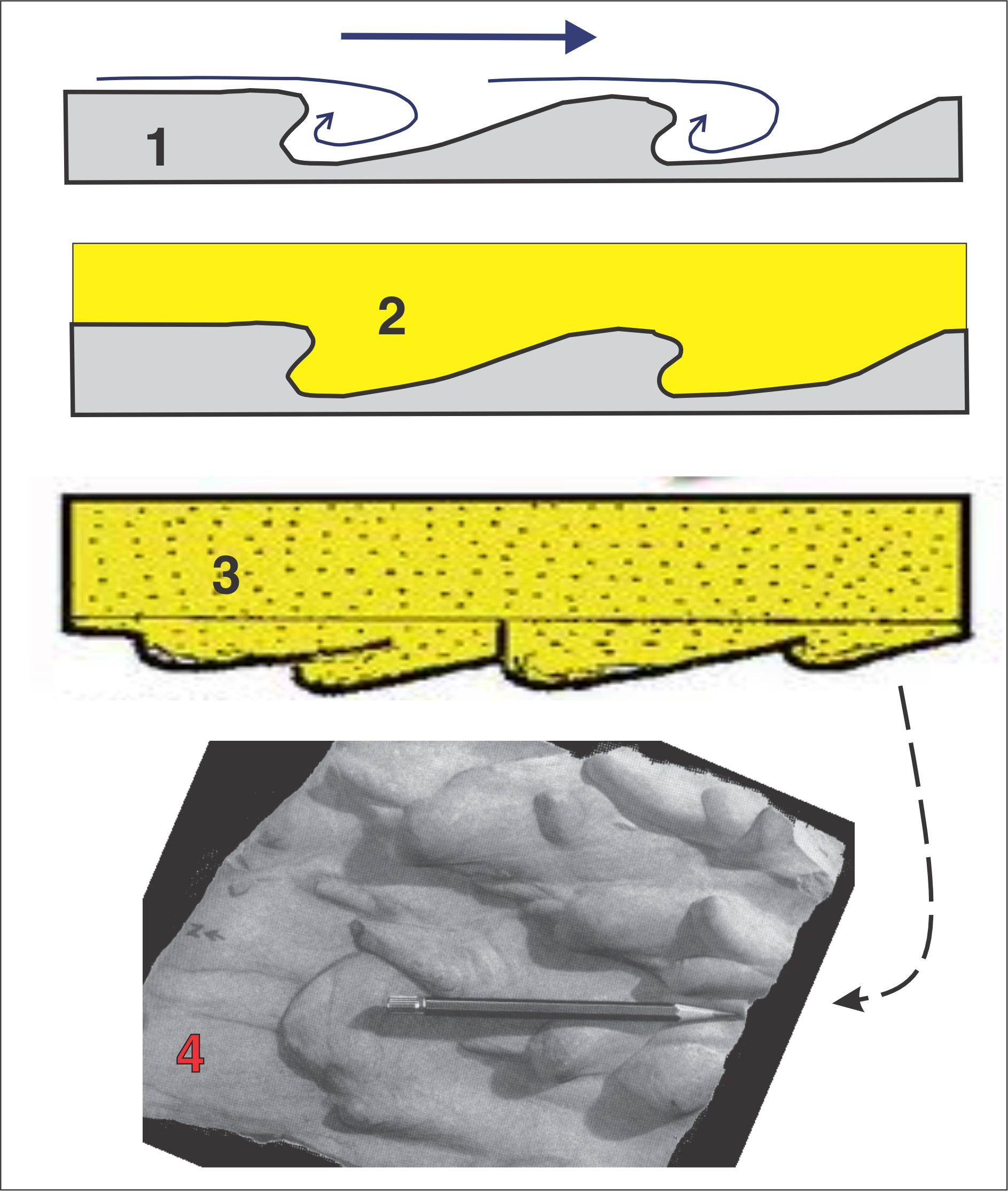
Se ilustra el proceso de formación de tuboglifo (flute cast).

Los turboglifosson estructuras sedimentarias primarias, que en numerosos trabajos académicos latinoamericanos los refieren como equivalentes a la estructura flute casts. Son depresiones discontinuas alargadas y longitudinalmente asimétricas, resultado de la erosión de corrientes sobre fondos lodosos o limosos que son rellenadas por material de grano más grueso, por lo que se conservan como moldes o calcos en la base de estratos generalmente arenosos, por lo que pertenecen al grupo de estructuras denominadas de base de estratificación o sole marks Estas estructuras se generan por la turbulencia que desgasta el material, creando surcos irregulares de tendencia longitudinal, que son más profundos, en la dirección de donde proviene el flujo. En su vista en planta, los turboglifos tienen una forma cónica y se conservan como moldes de la depresión original, son frecuentes pero no exclusivas de depósitos turbidíticos y tempestitas marinas o de lagos, pero se hallan en cualquier medio sedimentario en que exista una corriente (fluvial, cnales de marea, etc.) Los turboglifos indican la polaridad de estratificación, dirección y sentido del flujo

## Formación de turboglifos en ambientes eólicos
En entornos dominados por la acción del viento, los turboglifos surgen como resultado de la interacción entre el viento y el suelo, particularmente en regiones con presencia de dunas y extensos campos de dunas. La erosión desempeña un papel crucial en la migración y conformación de estas dunas, y la preservación de los turboglifos en tales ambientes tiende a ser de manera fragmentaria.

## Dinámica de las dunas y formación de los turboglifos
La dinámica de las dunas y la formación de los turboglifos están relacionadas con las condiciones de flujo del viento. Cuando el viento pasa sobre una superficie arenosa, crea vórtices verticales que erosionan el material, especialmente en las zonas más débiles y permeables, como los sustratos limo-arcillosos. Estos vórtices verticales se forman debido a la desaceleración del aire en contacto con la superficie del suelo, lo que provoca un aumento de la presión y, por consiguiente, la formación de un vórtice. La erosión por vórtices verticales provoca una depresión asimétrica en la superficie del suelo, que se profundiza en la dirección del viento. Este proceso se repite a lo largo del tiempo, formando estructuras postdepositacionales conocidas como turboglifos. Estas estructuras son típicas en depósitos eólicos, tempestitas marinas y lacustres, así como en ambientes fluviales.

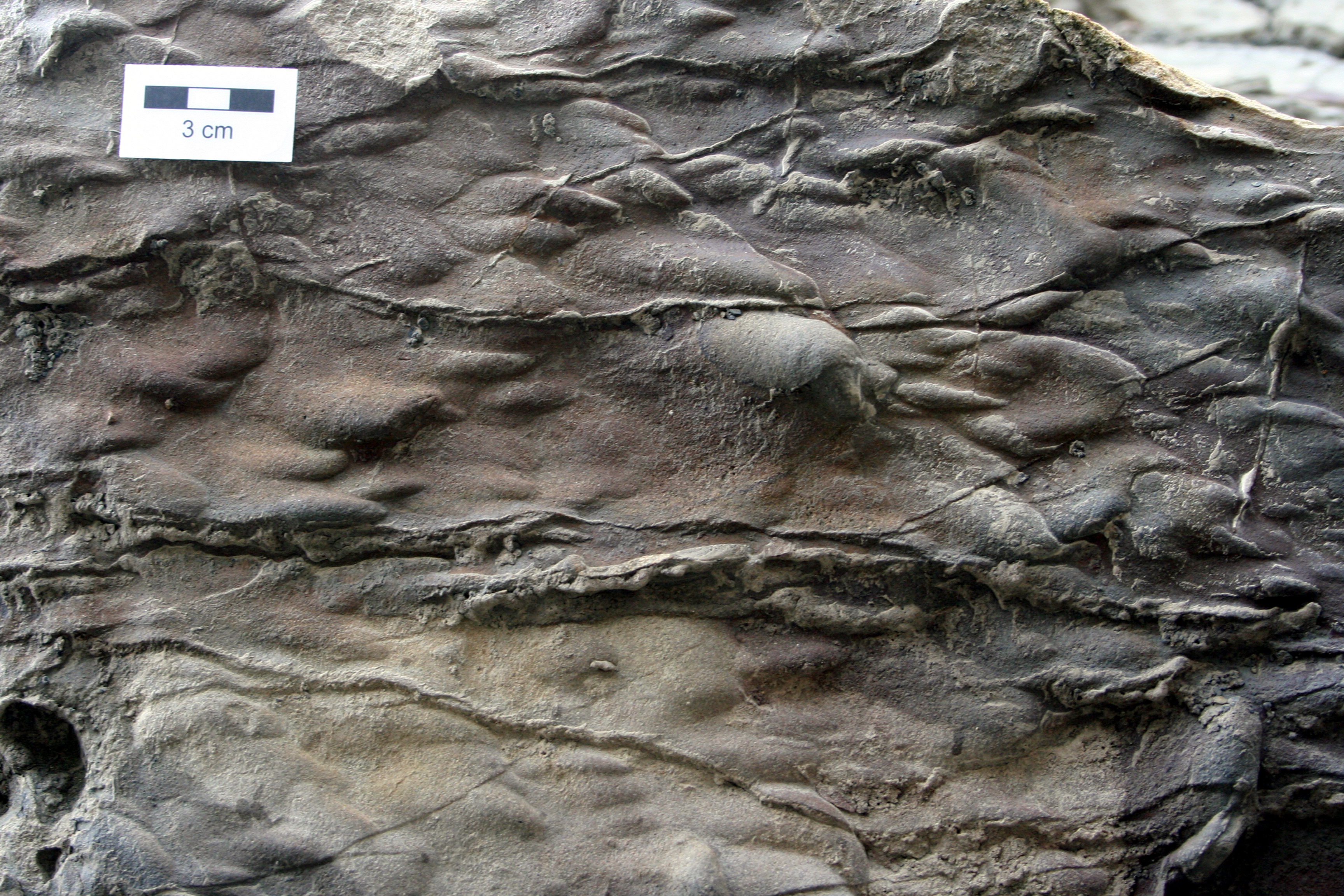
Turboglifos en la base de una capa de arenisca de la Formación Inverness (Pensilvánico), oeste de Cape Breton, Nueva Escocia. Los turboglifos son bulbosos en el lado de aguas arriba y se adelgazan en el lado de aguas abajo; en este caso, registrando el paleoflujo de derecha a izquierda.

## Morfología y preservación
Los turboglifos tienen una forma cónica con una depresión asimétrica en la superficie del suelo, cuya profundidad varía según la intensidad del viento y la consistencia del sustrato. Pueden presentar diferentes tamaños, desde pequeños agujeros hasta grandes depresiones, y su orientación suele ser paralela al flujo del viento. Además, pueden estar asociados con otros rasgos morfológicos del suelo, como la textura, la estructura y la porosidad. 
Los turboglifos se conservan como moldes, siendo típicos en depósitos turbidíticos, tempestitas marinas y lacustres, así como en ambientes fluviales. Es importante considerar que la morfología de los turboglifos puede variar según el ambiente en el que se formen, y su preservación puede ser fragmentaria.
Es importante considerar que la morfología de los turboglifos puede variar según el ambiente en el que se formen, y su preservación puede ser fragmentaria.

## Importancia de los turboglifos en la interpretación de paleocorrientes
La relevancia de los turboglifos en la interpretación de paleocorrientes y en la reconstrucción de condiciones de flujo en ambientes eólicos del pasado radica en su capacidad para ofrecer datos cruciales sobre la dinámica del viento y la sedimentación en épocas anteriores. Algunos aspectos destacados incluyen:
- Indicadores de dirección del viento: Los turboglifos, al alinearse en paralelo al flujo del viento que los originó, resultan útiles para discernir la dirección predominante del viento en épocas pasadas.[5]
- Registro de condiciones de flujo: La forma y disposición de los turboglifos suministran detalles acerca de las condiciones de flujo en tiempos pasados, abarcando tanto la intensidad como la dirección del viento.[8]
- Interacción eólico-fluvial: Los turboglifos representan indicadores cruciales de la interacción entre sistemas eólicos y fluviales en el registro geológico.[5]

## Identificación de los turboglifos
Para identificar los turboglifos, se deben considerar varios criterios morfológicos y de formación que los distinguen en el campo geológico. Algunos de los criterios clave son:
- Forma cónica: Los turboglifos presentan una forma cónica con una depresión asimétrica en la superficie del suelo.[9]
- Orientación paralela al flujo del viento: La orientación de los turboglifos suele ser paralela al flujo del viento que los ha formado.[9]
- Preservación como moldes: Los turboglifos suelen preservarse como moldes en sustratos limo-arcillosos.[9]
- Relación con otros rasgos morfológicos: Los turboglifos pueden estar asociados con otros rasgos morfológicos del suelo, como texturas específicas, estructuras y porosidad.[5]
- Tamaño y profundidad variable: Los turboglifos pueden variar en tamaño y profundidad, dependiendo de factores como la intensidad del viento y la consistencia del sustrato.[5]
- Asociación con flujos turbulentos: La formación de los turboglifos está relacionada con el efecto de vórtices verticales en flujos turbulentos.[10]